# Стара Весь (Слупецький повіт)
Стара Весь (пол. Stara Wieś) — село в Польщі, у гміні Слупца Слупецького повіту Великопольського воєводства.
У 1975-1998 роках село належало до Конінського воєводства.